# Mols (familie)

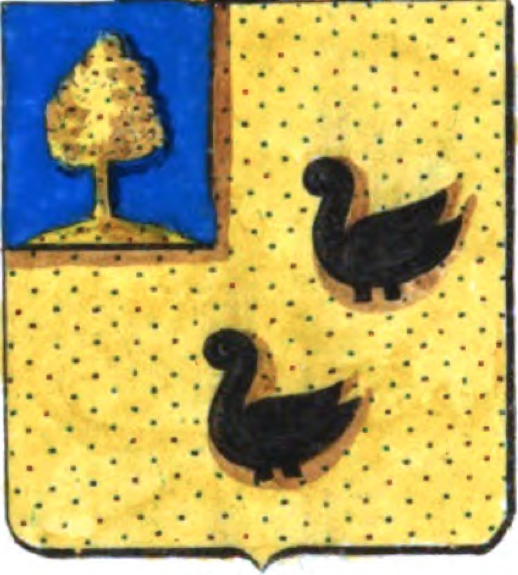
Wapen van de familie Mols

Mols is een Belgische adellijke familie.

## Geschiedenis
- In 1756 verleende keizerin Maria Theresia erfelijke adel aan Michel-Ange Mols, grootaalmoezenier van de stad Antwerpen, die getrouwd was met Catherine Meyers.

## François-Michel Mols
- François Michel Joseph Mols (Antwerpen, 15 mei 1767 - 21 december 1845), zoon van Michel-Ange (hierboven), was gemeenteraadslid van Antwerpen en lid van de Raad van Burgerlijke godshuizen in Leuven. Op 24 oktober 1830 verkreeg hij erkenning van erfelijke adel onder het Verenigd Koninkrijk der Nederlanden. Aangezien België zich ondertussen onafhankelijk had verklaard, ging de erkenning niet door. In 1843 werd een nieuwe erkenning in de erfelijke adel onder de Belgische wetgeving bevestigd. Hij trouwde in 1803 met Thérèse Vandezanden (1781-1813). Ze hadden vijf kinderen.
  - François Mols (1809-1892) trouwde in 1844 met Caroline Reynwit (1819-1891). Ze hadden drie dochters, zonder verder nageslacht.
  - Florent Mols (1811-1896) trouwde in 1842 met Elise Brialmont (1822-1894), dochter van Mathieu Brialmont.
    - Robert Mols (1843-1918)
    - Léonie Mols (1848-1903)
    - Alexis Mols (1853-1923), generaal-majoor, commandant van de Burgerwacht in Antwerpen, liberaal provincieraadslid van Antwerpen (1888-1892), lid van het comité van de Wereldtentoonstelling van 1894, lid van de onderzoekscommissie voor Congo-Vrijstaat (1905), voorzitter van de Maatschappij der Spoorwegen in Mayumbe (vanaf 1906), trouwde in 1888 met Maria Everaerts (1865-1941). Ze hadden een enige dochter.

  - Gustave Mols (1813-1890), doctor in de rechten, advocaat, trouwde in 1844 met Jeanne van Linden (1824-1890).
    - Gustave-Adolphe Mols (1850-1929) trouwde in 1881 met barones Marie Osy de Zegwaart (1861-1945), dochter van volksvertegenwoordiger Edouard Osy de Zegwaart.
      - Georges Mols (1881-1955) trouwde met Marie de Hemptinne (1887-1929). Ze kregen acht kinderen, met afstammelingen tot heden.
      - Paul Mols (1887-1972) trouwde met gravin Marguerite Le Grelle (1892-1982). Ze kregen negen kinderen, met afstammelingen tot heden.
      - Roger Mols (1888-1966) trouwde met Emma Gilliot (1899-1975). Ze kregen zeven kinderen, met afstammelingen tot heden.

## Religieuzen
De familie Mols telde talrijke priesters en religieuzen:
- Joseph Mols (1885-1961), jezuïet, directeur van het College Albert I in Leopoldstad.
- Robert Mols (1913-1957), jezuïet, rector van het Kleinseminarie in Kinzambi.
- Pierre Mols (1915-2002), jezuïet.
- René Mols (1919-2004), benedictijn.
- Edith Mols (1914-1985), benedictines.
- Jean-Pierre Mols (1928- ), jezuïet, universiteitsaalmoezenier, begeleider bij retraites.
- Jacques Mols (1923-2005), benedictijn.
- Christian Mols (1934- ), jezuïet, pastoor van Profondeville.